# Операция «Пожиратель огня»

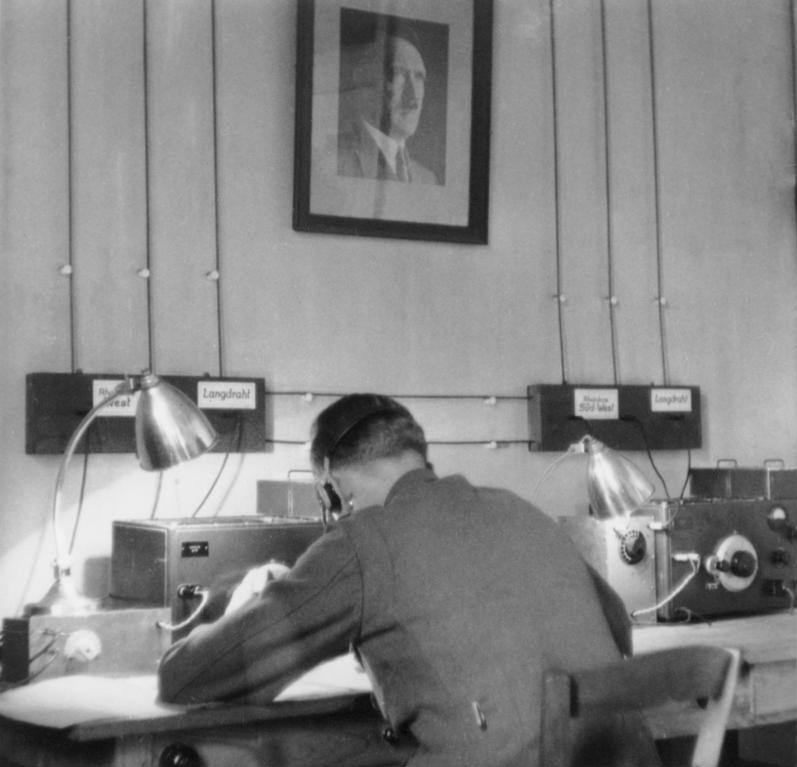
Секретная радиослужба «ОКВ АMT Аусланд/Абвер» (министерство иностранных дел/обороны)

Операция «Пожиратель огня» в июне-июле 1941 года — кодовое название специальной диверсионной операции спецслужб нацистской Германии: абвера и СД, при активном участии итальянской разведки по заброске агентов и вооружения в зону пуштунских племён и Вазиристан для поднятия антибританского народного восстания.
 
Операции «Пожиратель огня» стала первой провальной спецоперацией спецслужб нацистской Германии в Афганистане. Следующей операцией спецслужб  Германии в Афганистане и в Британской Индии была Операция «Тигр» в августе 1941 года.

## История
За секретные задачи дипломатических миссий, связанные с деятельностью германской агентуры в Афганистане и Индии, в МИД нацистской Германии отвечал заместитель И. Риббентропа статс-секретарь для особых поручений (1938—1945) рейхсгауптамтсляйтер Вильгельм Кепплер.

Операция «Пожиратель огня» была разработана 2-м отделом Абвера («диверсии и саботаж») под командованием полковника Эрвин фон Лахузен-Вивремонта, который 24 июня 1941 года телеграфировал германской дипломатической миссии в Кабуле приказ приступить к её реализации.
План операции, предусматривал выполнение задачи агентам абвера М. Обердорфферу и Ф. Брандту организовать доставку партии оружии и крупную сумму денежных средств в «афгани» и «индийских рупий» в места проживания пуштунских племён — вазиров, момандов и африди.
А с началом наступления Вермахта на Индию в сентябре 1941 года агенты Абвер М. Обердорффер и Ф. Брандт были обязаны приступить уже к осуществлению следующей операции — «Тигр» в тылу войск британской Индии в Вазиристане, подняв всеобщее восстание приграничных пуштунских племён.
В начале июля 1941 года в Вазиристане началась череда нападений на британские форты. Активную помощь в организации восстаний пуштунских племён непосредственно на месте — на начальном этапе оказывала итальянская разведка в лице агентов П. Кварони и Э. Анцилотти.
Наиболее важную роль в реализации плана операции «Пожиратель огня» играло взаимодействие двух разведок нацистской Германии в лице врачей германской дипломатической миссии в Кабуле — по факту агента «Абвера» Г. Фишера и разведчика «СД» К. Брикманна, организовавших заброску в зону пуштунских племён агентов М. Обердорффера и Ф. Брандта. Для того чтобы парализовать германское лобби в афганском правительстве Хашим-хана, английская дипломатическая миссии в Кабуле вошла с в плотное взаимодействие с советской.
По поручению посла Германии в Кабуле Г. Пильгера 14 июля 1941 года в Берлин ушла шифрограмма со списком необходимого пуштунам-вазирам вооружения, в который входили: английские винтовки, ручные гранаты, противотанковые ружья и станковые пулемёты с зенитными прицелами. Доставку оружия планировалось осуществить посредством итальянской авиации с острова Родос.
Однако, благодаря вскрытию планов германских спецслужб и слаженным действиям британской разведки и афганской полиции крупная партия оружия германского производства, ввезённая в Афганистан и направленная в зону племён была перехвачена подразделениями афганской армии. Агент Абвера М. Обердорффер был убит, Ф. Брандт тяжело ранен.
По итогам разоблачения подрывной деятельности германской и итальянских спецслужб в Кабуле было арестовано 48 афганских граждан из племени Вазири, оказывавших помощь данным разведкам. В провале операции, Абвер обвинял агентов итальянских спецслужб П. Кварони и Э. Анцилотти, которые допустили утечку информации.

## См.также
- Абвер
- План операции «Аманулла»
- План операции «Тибет»
- Мародёры (Абвер)
- Унион — Фаал (Абвер)
- Басмачество
- Операция «Тигр»